# Sto pensando di finirla qui
Sto pensando di finirla qui (I'm Thinking of Ending Things) è un film del 2020 scritto e diretto da Charlie Kaufman.
Il film è l'adattamento cinematografico dell'omonimo romanzo del 2016 di Iain Reid.

## Trama
Mentre vediamo sprazzi della vita quotidiana di un inserviente scolastico (es.: assiste alle prove del corso di teatro, guarda un film di Robert Zemeckis), una giovane donna, sebbene «sta pensando di finirla qui» con il suo ragazzo Jake, accetta di andare a conoscere i genitori di lui che hanno una vecchia fattoria un tempo piena di maiali. Durante il tragitto, Jake tenta di recitare Ode: intuizioni di immortalità nei ricordi dell'infanzia di William Wordsworth mentre la giovane donna, i cui ricordi stanno sbiadendo, recita una lunga e morbosa poesia sul ritorno a casa che ha composto di recente. 
Arrivati alla fattoria, mentre fuori imperversa una tempesta, le cose in casa si fanno sempre più strane: il cane di famiglia appare e scompare, i genitori di Jake invecchiano e ringiovaniscono fino a morire,  la giovane donna cambia persino nome (prima Lucy, poi Lucia e Louisa ed infine Ames) e, sempre lei, aggirandosi per la casa, scopre che la maggior parte delle cose che fa e pensa (dipinti, poesie, opinioni) appartengono in realtà ad altre persone (es.: i suoi quadri appartengono in realtà al famoso pittore Ralph Albert Blakelock). Inoltre, la giovane donna, è tutta sera che evita le chiamate delle sue amiche Lucy e Yvonne ma poi, su consiglio di Jake e dei suoi genitori, risponde e sente la voce di un uomo suggerirle di rispondere a una domanda.
Messisi in macchina per tornare in città, Jake, dopo aver fatto riferimento a diversi eventi di quella sera che la giovane donna non ricorda, apparentemente a causa dell'alcool, e aver parlato del film Una moglie di John Cassavetes, si ferma a prendere un gelato da tre alunne della scuola in cui lavora l'inserviente e, mentre due di loro sono maliziose con Jake, la terza, che ha un'estesa eruzione cutanea, è gentile e dice alla giovane donna di restare lì con lei. I due però si rimettono in marcia e Jake, infastidito dal gelato che, sciogliendosi, sta macchiando l'auto, porta la giovane donna - che dice di essere cresciuta in una fattoria, sebbene poco prima avesse detto di aver sempre vissuto in appartamento - al suo vecchio liceo per buttare i cartoni; qui, i due, dopo aver discusso sul significato della canzone Baby, it's cold outside di Frank Loesser, si baciano spiati dal vecchio inserviente così, mentre Jake si allontana innervosito, la giovane donna, dopo aver parlato da sola di come è difficile dire di "no", entra nella scuola, incontra il vecchio inserviente a cui non riesce a descrivere l'aspetto del fidanzato, e, infine, insieme a Jake, assiste a un balletto che racconta la loro storia d'amore e che si conclude però con un inserviente che uccide Jake e rapisce lei - in realtà è un balletto tratto dal musical Oklahoma!.
A questo punto vediamo prima il vecchio inserviente che, dopo aver avuto dei flashback dei genitori di Jake, si spoglia in macchina rimanendo nudo e gli compaiono davanti le immagini del cartone animato di un maiale sanguinante e poi un Jake anziano vincere il premio Nobel e cantare Lonely Room da Oklahoma! davanti ai genitori, alla giovane donna che ora è vecchia e a un'intera platea che lo applaude. 
Il giorno dopo si vede solo il furgone dell'inserviente coperto di neve nel parcheggio della scuola mentre non c'è l'auto della coppia; in realtà, infatti, Jake è l’anziano inserviente che, tra scene di ballo e rappresentazioni teatrali, ha fatto definitivamente i conti con il proprio passato, ha accettato il suo crollo definitivo e l'ha quindi "finita qui".

## Distribuzione
Il film è stato distribuito a livello globale il 4 settembre 2020 su Netflix.

## Riconoscimenti
- 2020 - Boston Society of Film Critics Awards[4]
  - Miglior sceneggiatura a Charlie Kaufman
  - Miglior montaggio a Robert Frazen
- 2020 - Chicago Film Critics Association Awards[5][6]
  - Miglior montaggio a Robert Frazen
  - Candidatura per la migliore attrice a Jessie Buckley
  - Candidatura per la migliore attrice non protagonista a Toni Collette
  - Candidatura per la migliore sceneggiatura non originale a Charlie Kaufman
  - Candidatura per la migliore scenografia
  - Candidatura per il miglior utilizzo degli effetti speciali
- 2020 - Gotham Independent Film Awards[7]
  - Candidatura per il miglior attore a Jesse Plemons
  - Candidatura per la miglior attrice a Jessie Buckley
- 2021 - San Diego Film Critics Society Awards[8]
  - Candidatura per la migliore sceneggiatura non originale a Charlie Kaufman
  - Candidatura per la migliore scenografia a Molly Hughes